# 武雄温泉
武雄温泉（たけおおんせん）は、佐賀県武雄市（旧国肥前国）にある温泉街である。

## 泉質
- 単純温泉
- 炭酸水素塩泉
  - 源泉温度45 - 51℃

温泉水を利用した化粧水も製造されている。

## 温泉街

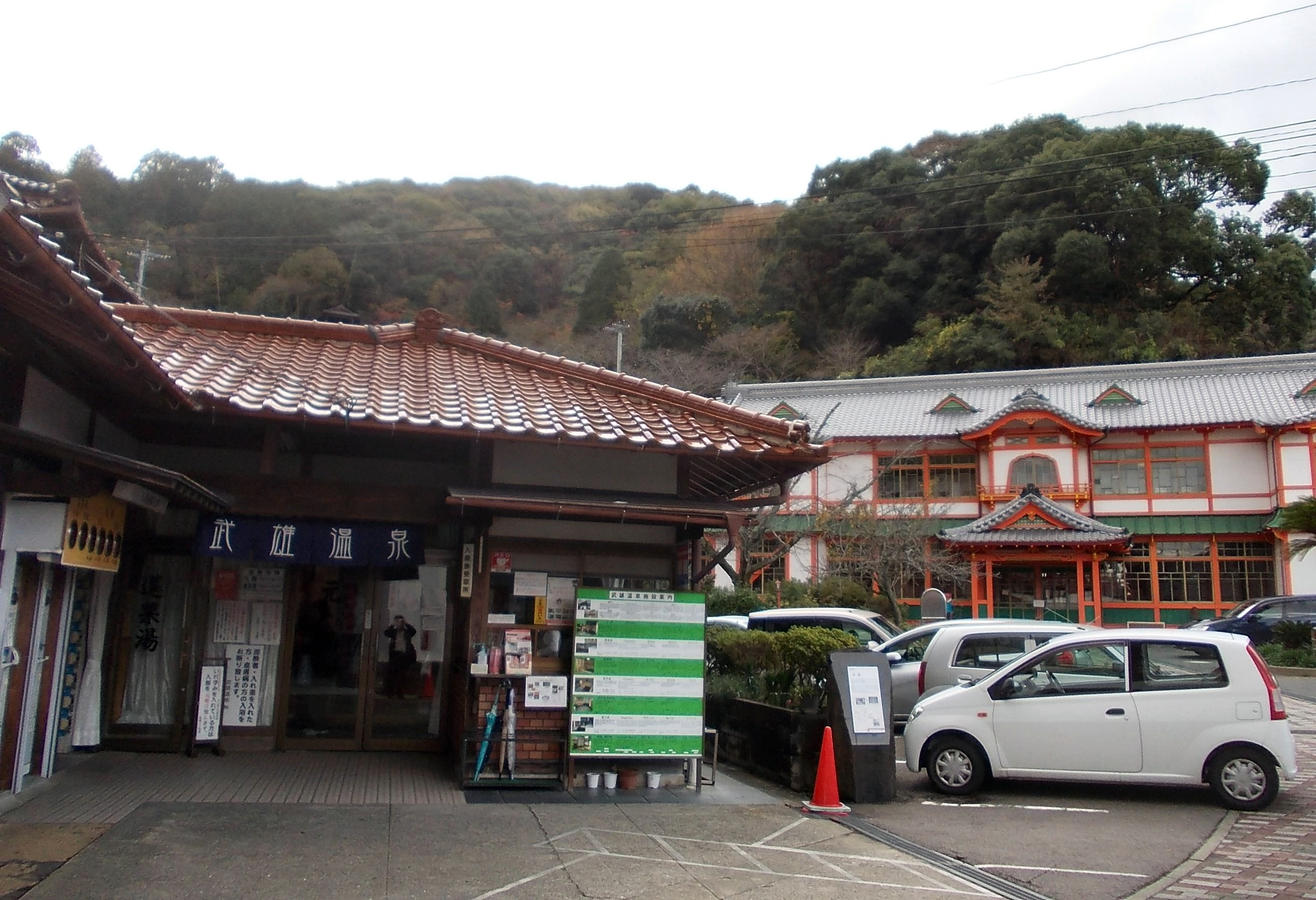
楼門から見た元湯（左）と新館（右）

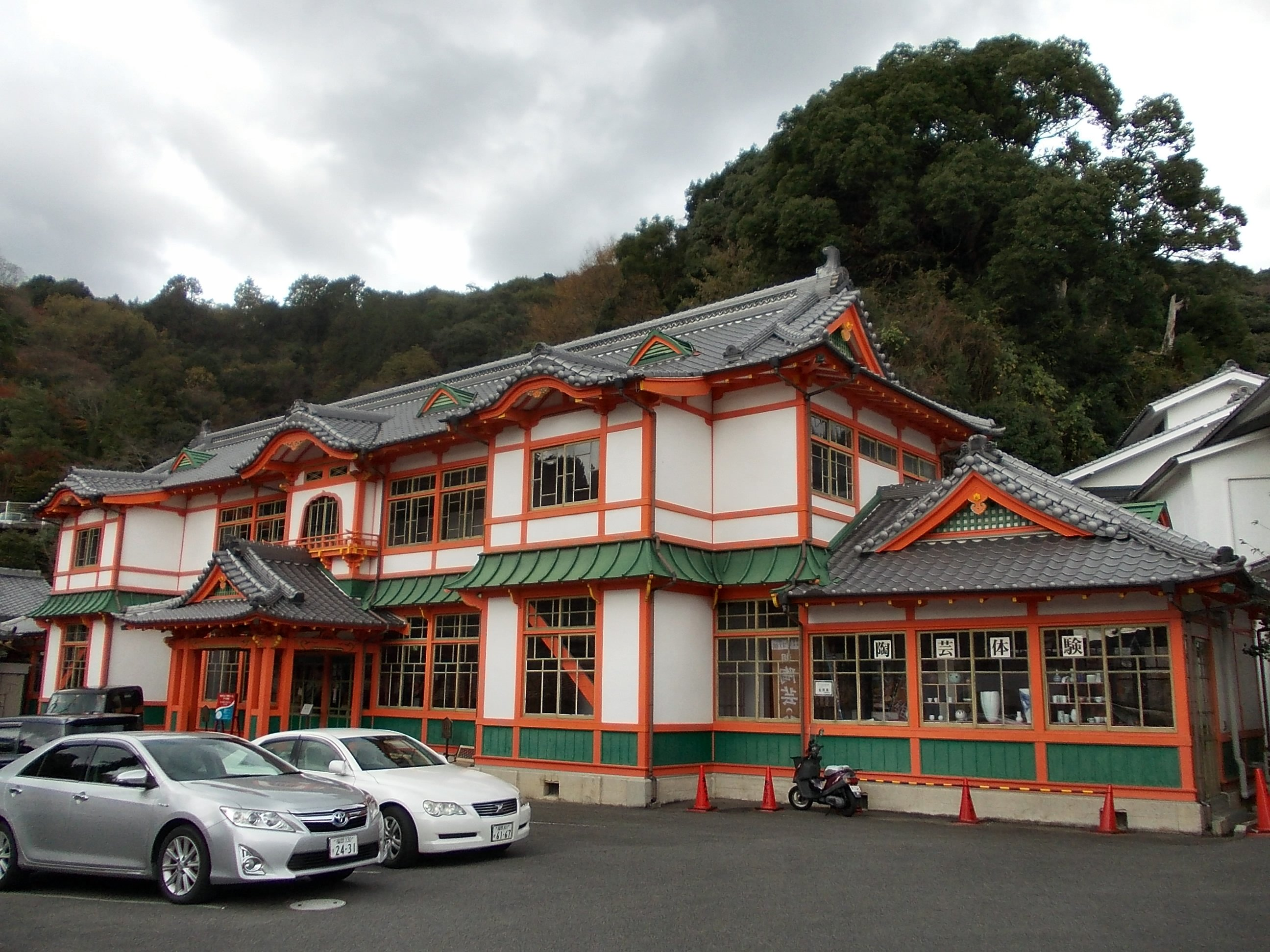
新館

武雄温泉楼門は、新館と共に国の重要文化財に指定されており、温泉街のシンボルである。
両者とも1914年（大正3年）4月12日に完成祝賀会が開かれた辰野金吾の設計によるものである。
門を入ると、資料館である武雄温泉新館と後述する共同浴場及び貸切風呂がある。新館は1973年（昭和48年）までは共同浴場であった。2003年（平成15年）3月に新館が復元され、楼門とともに2005年（平成17年）7月22日に重要文化財に指定された。
共同浴場は3軒存在する。
- 元湯
- 蓬莱湯
- 鷺乃湯

の3軒である。
また、鍋島氏専用の浴場であった施設が存在し、貸切風呂として入浴できる。
- 殿様湯
- 家老湯

である。貸切風呂は他にも柄崎亭が存在する。
旅館は17軒存在する。
温泉街では春と夏に祭がある。また、周辺には窯元も多く、毎月陶器市が開催される。

## 歴史
武雄温泉に関する最古の史料は、奈良時代に編纂された『肥前国風土記』である。『肥前国風土記』には「郡の西に温泉の出る巌（いわ）有り、岸峻しくて人跡（ひと）牢（まれ）に及（いた）る也」とあり、奈良時代では温泉があったものの岩山の崖が険しく人はまれにしか行かなかったとある。
戦国時代､龍造寺氏が西肥前へ進攻する際､龍造寺長信が武雄温泉の利用に関与していたことが知られている｡
豊臣秀吉が朝鮮出兵の際に、負傷兵士の湯治場として利用したといわれる。
江戸時代は長崎街道の宿場町・塚崎宿としても栄えた。江戸時代前期に成立した『肥前古跡縁起』によると、神功皇后が太刀の柄（つか）で岩の割れ目をこじ開けたところ湯が流れ出たため柄崎温泉と名付けられたとの伝説も生まれた。幕末には長崎を往来した勤皇志士や文人らが盛んにこの湯を訪れたという。著名な人物を挙げると、佐賀藩城主の鍋島氏、江戸時代初期には伊達政宗、宮本武蔵が、また幕末にはシーボルト、吉田松陰らが入湯したといわれる。
戦後は嬉野温泉と共に歓楽温泉としての道を進んだこともあったが、今日ではその傾向は薄い。その落ち着いた静かな佇まいから、お忍びで訪れる芸能人などの著名人も多いと言われている。最近は観光地としての開発が盛んで、様々な観光施設やモニュメントが設けられている。

## エピソード
- 辰野金吾はジョサイア・コンドルの弟子であったが、1914年の作品のうち、武雄温泉楼門の天井四隅にはネズミ・ウサギ・ウマ・トリの4つの彫り絵があり、東京駅のドームの天井にはウシ・トラ・タツ・ヘビ・ヒツジ・サル・イヌ・イノシシの8つのレリーフがある。合わせて十二支となる[7][8]。

## アクセス
- 佐世保線・ 西九州新幹線武雄温泉駅より徒歩約10分。